# インコンパラブル (巡洋戦艦)
|                    | |
| 性能諸元（計画値） | |
| 排水量             | 基準排水量: 46,738トン                                                                                         |
| 全長               | 1,000 ft (304.8 m)                                                                                             |
| 全幅               | 104 ft (31.7 m)                                                                                                |
| 吃水               | 24 ft (7.3 m)                                                                                                  |
| 機関               | ヤーロウ式重油専焼水管缶36基 +ブラウン・カーチス式ギアードタービン4基4軸                                       |
| 最大速力           | 180,000 SHP |
| 最大速力           | 35ノット |
| 航続距離           | 24,000海里(10ノット時)                                                                                         |
| 乗員               | 1,480名 |
| 兵装               | 20インチ=50.8cm連装砲3基 4インチ=10.2cm速射砲3連装5基 3ポンド速射砲単装9門 18インチ=450mm水中魚雷発射管単装8門 |
| 装甲               | 舷側：11インチ=279mm（最厚部） 甲板：4インチ=102mm（最厚部） 主砲バーベット部：14インチ=356mm（最厚部）        |

インコンパラブル （HMS Incomparable）は、イギリス海軍が計画した巡洋戦艦。実際に建造された場合、世界最大クラスの巡洋戦艦になる予定だった。艦名は「比類なき（もの）」を表す形容詞から。

## 概要
当時の第一海軍卿であるジョン・アーバスノット・フィッシャーはドイツのバルト海沿岸への上陸作戦を計画し、ハッシュハッシュクルーザーと呼ばれた秘密の艦船建造に着手しており、その一環として1915年に計画された巡洋戦艦である。
全長は304mと非常に大型で（大和で263m）、50.8cm砲を6門装備し、なおかつ35ノットもの速力を出すと計画され実際に建造された場合は、世界最長の戦艦となっていた（なお第二次世界大戦中、日本では51cm砲が試作されており、またドイツでは53cm砲が試作され数度の試射が行なわれていた）。
しかし巡洋戦艦特有の装甲の薄さは改善されておらず、主甲板こそは同時期の他の艦より装甲が厚いが舷側の防御は他の艦に比べやや劣っており、計画の翌年には、ユトランド沖海戦によって巡洋戦艦の脆弱性が証明されている。
また大きさや兵装の割に排水量が小さく大和級と比較しても約7割程度の排水量であり、果たしてこの艦を本当に造れたか、また実際に建造したとしてどこまでの能力を示すことができたかは不明である。尚、大型軽巡洋艦フューリアス搭載の46cm主砲及び、フランス陸軍が52cm列車砲の開発に成功している事から主砲は生産可能であると推測される
その後フィッシャーがガリポリ作戦の失敗により引責辞任したことで建造計画自体が中止された。